# Вицинальный
Вициналь, Вицинальный (лат. vicinalis, vicinus — «соседний, близкий, сходный») — термин в химии и геологии, обозначающий «соседний» или «близкий» объект.

## Химия

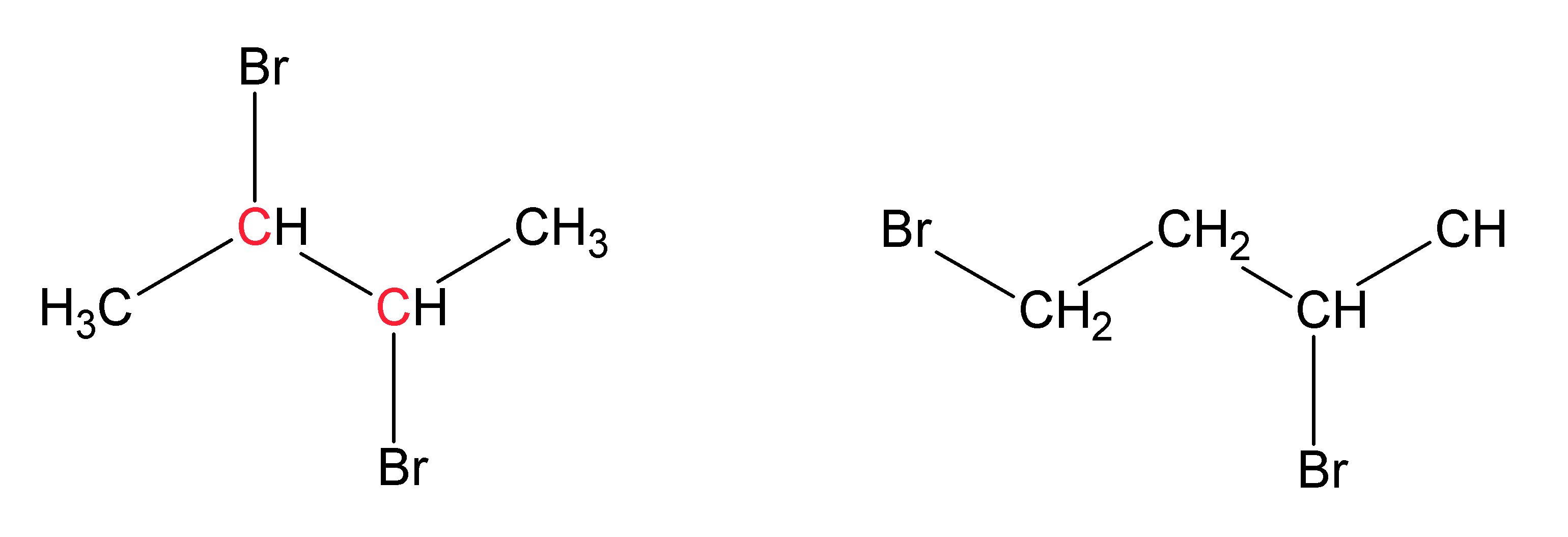
2,3-дибромбутан (слева) и 1,3-дибромбутан (справа). Красным отмечены атомы углерода, содержащие вицинальные функциональные группы

В химии термин вицинальный обозначает любые парные функциональные группы, прикрепленные к двум смежными атомам углерода. Например, молекула 2,3-дибромбутан несет два вицинальных атома брома (в то время как молекула 1,3-дибромбутан — не несет).
Точно так же в понятии гем-дибромид морфема гем- (сокр. от геминальный) показывает, что оба атома брома прикреплены к одному и тому же атому (то есть состоят в 1,1-связи). Например, 1,1-дибромбутан — геминальный.
Понятие вицинальный описывает то, каким образом разные части молекулы связаны друг с другом — либо структурно, либо пространственно. Иногда это понятие относится только к молекулам с двумя одинаковыми функциональными группами, однако его можно использовать и в отношении замещающих атомов ароматических соединений.

## Кристаллография
В кристаллографии — побочная грань кристалла, слабо отклонённая от какой либо из основных граней кристалла на малый (< 5°) угол. Поверхность вицинали образует лестницу из ступеней высотой порядка долей или единиц параметров элементарной ячейки кристалла, чередующихся с террасами, образованными участками основной грани.